# Ďurková
Ďurková es un municipio del distrito de Stará Ľubovňa en la región de Prešov, Eslovaquia, con una población estimada a final del año 2024 de 219 habitantes.
Se encuentra ubicado al noroeste de la región, cerca del río Poprad (cuenca hidrográfica del río Vístula) y de la frontera con  Polonia.

## Demografía
| Año        | 1994 | 2004    | 2014     | 2024    |
| ---------- | ---- | ------- | -------- | ------- |
| Población  | 262  | 276     | 239      | 219     |
| Diferencia |      | +5,34 % | −13,40 % | −8,36 % |

| Año        | 2023 | 2024    |
| ---------- | ---- | ------- |
| Población  | 222  | 219     |
| Diferencia |      | −1,35 % |